# 美瑛駅
美瑛駅（びえいえき）は、北海道上川郡美瑛町本町（もとまち）1丁目1にある北海道旅客鉄道（JR北海道）富良野線の駅。事務管理コードは▲121707。駅番号はF37。

## 歴史
- 1899年（明治32年）

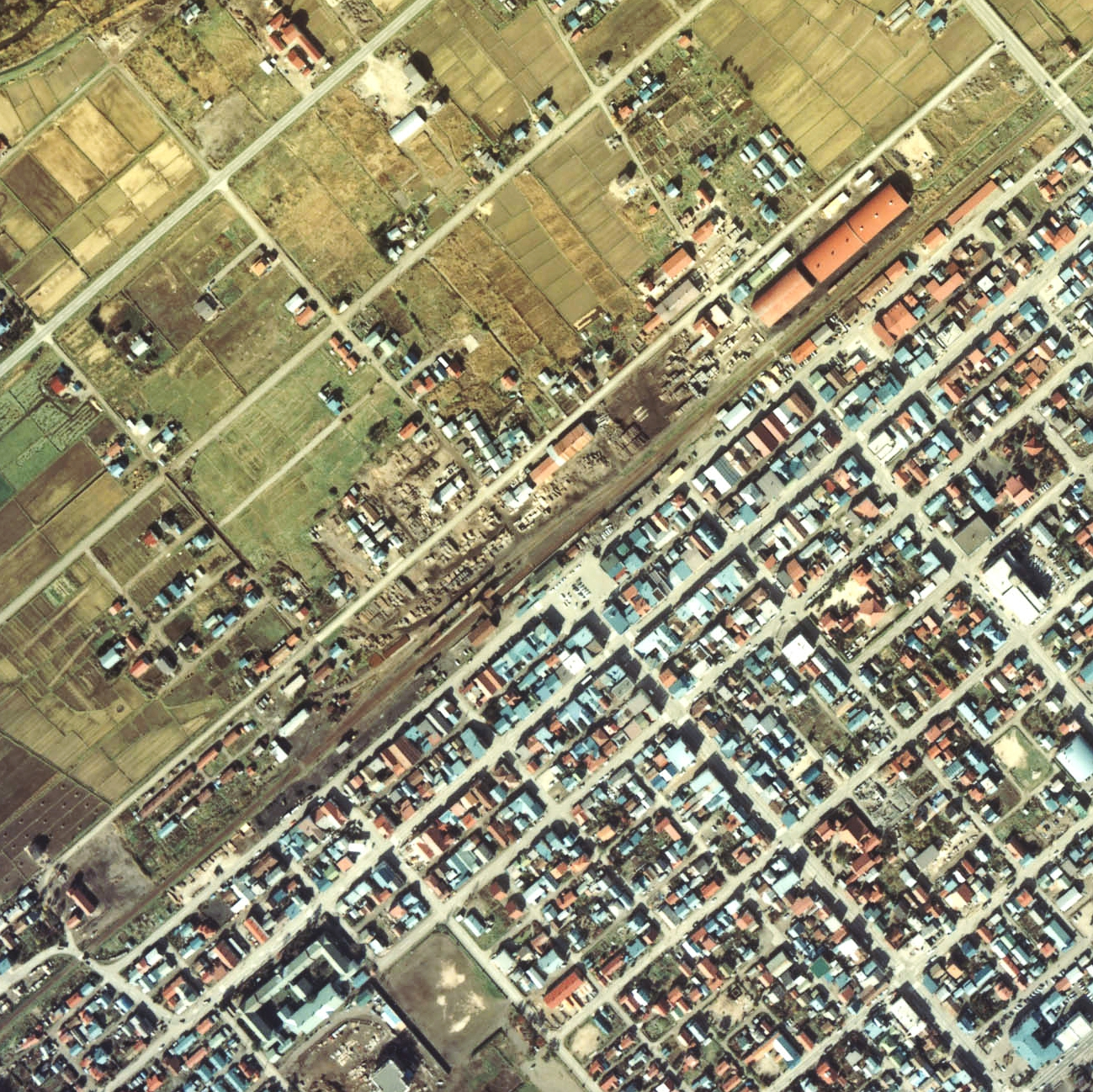
1977年の美瑛駅と周囲約500m範囲。左下が富良野方面。島ホームは駅裏側が植栽されて乗降用には使用されていない。駅裏は留置線とその外側のストックヤード前へ貨物積卸線、そこから富良野側の矩形車庫へ少し外側へカーブを描いて車庫線が分岐し、旭川側の木工場前と赤い屋根の農協倉庫前へ引込線が伸びる。駅舎横の富良野側に貨物ホームと引込線、そこから富良野側の貯炭場前へ引込線、駅舎前の単式ホームを挟んで旭川側の貨物積卸場前へ引込線を有している。

  - 9月1日：北海道官設鉄道十勝線旭川駅 - 当駅間開業にともない設置[1]。一般駅[1]。
  - 11月15日：当駅 - 上富良野駅間延伸開業。
- 1905年（明治38年）4月1日：鉄道作業局に移管[1]。
- 1909年（明治42年）10月12日：所属路線が釧路線に改称。
- 1913年（大正2年）11月10日：所属路線が富良野線に改称。
- 1949年（昭和24年）6月1日：公共企業体である日本国有鉄道に移管。
- 1951年（昭和26年）9月：旧駅舎が手狭になったため、駅舎改築を決定[4][5]。
- 1952年（昭和27年）1月30日：美瑛軟石を用いた現駅舎が竣工[4][5][6]。
  - 総工費404万円中、町が113万3000円を負担した[4]。
- 1954年（昭和29年）
  - 月日不詳：4名の町民が在町50年を記念して大時計を寄贈し、駅舎正面玄関上に掲げる[4][5]。
  - 9月26日：台風15号（洞爺丸台風）により大時計が駅舎片屋根と共に飛散[4][5]。
- 1959年（昭和34年）12月15日：美瑛町開町60年を記念し、5名の町民が再度大時計を寄贈し、駅舎正面玄関に掲げる[5]。
- 1960年（昭和35年）1月：職員宿舎2棟6戸建設[5]。
- 1961年（昭和36年）5月20日：国鉄合理化のモデルケースとして、美瑛駅に6中間駅を含む経営と、従来旭川保線区美瑛線路分区が担っていた保線業務（保線班）を統括させる美瑛運輸区を設置[5]。
- 1962年（昭和37年）10月：美瑛町農業協同組合専用線（186 m）新設[5]。
- 1964年（昭和39年）
  - 6月1日：前年に町と旭川鉄道管理局で協定が結ばれ、同年5月17日に建設省から許可された駅前広場造成事業（駅前広場や周辺街路の舗装等）に着手[7]。同年は総事業量の65％を施行し、残りは翌年度施工（当初計画）[7]。
  - 9月：4番線土場を舗装[5]。
- 1965年（昭和40年）
  - 10月：駅前広場完成[7]。
  - 12月：色灯式信号機に変更[5]。
- 1966年（昭和41年）
  - 1月31日：「所期の目的を達成」として美瑛運輸区廃止。旭川保線区美瑛線路分区を分離[5]。
  - 11月：女性専用便所新設[5]。
- 1967年（昭和42年）10月：4番線土場の舗装を拡大[5]。
- 1968年（昭和43年）10月：駅上下ホーム舗装、駅宿舎1棟改築[5]。
- 1982年（昭和57年）11月15日：貨物取扱い廃止[1]。
- 1984年（昭和59年）2月1日：荷物取扱い廃止[1]。
- 1987年（昭和62年）4月1日：国鉄分割民営化により、北海道旅客鉄道（JR北海道）の駅となる[1]。
- 2024年（令和6年）4月1日：業務委託化[8]。

## 駅構造
2面2線の相対式ホームをもつ地上駅。ホーム間の移動は跨線橋を使う。
駅舎は富良野方に向かって左側のホームに隣接して設けられている。現駅舎は1952年（昭和27年）に新築竣工した平屋鉄骨鉄筋石造（290.5 m2）で、当時国鉄旭川鉄道管理局建築課に在籍していた新田進が設計した。国鉄時代の駅舎としては珍しい石造であり、合計3,400才（≒6.133 m3）の美瑛軟石が用いられている。
北海道ジェイ・アール・サービスネットに駅業務を受託している業務委託駅である。みどりの窓口が設置されている。

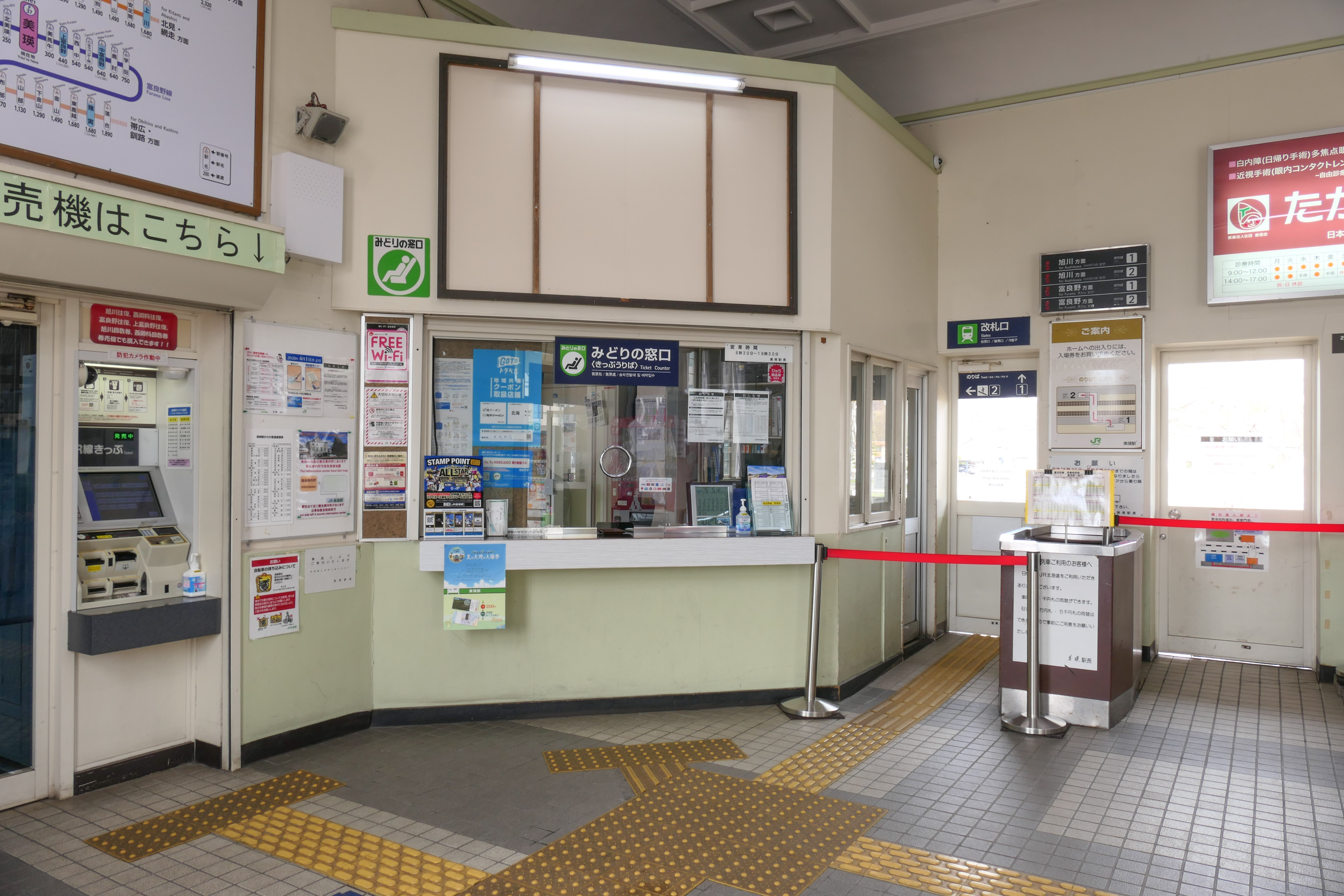
改札口・みどりの窓口（2021年5月）
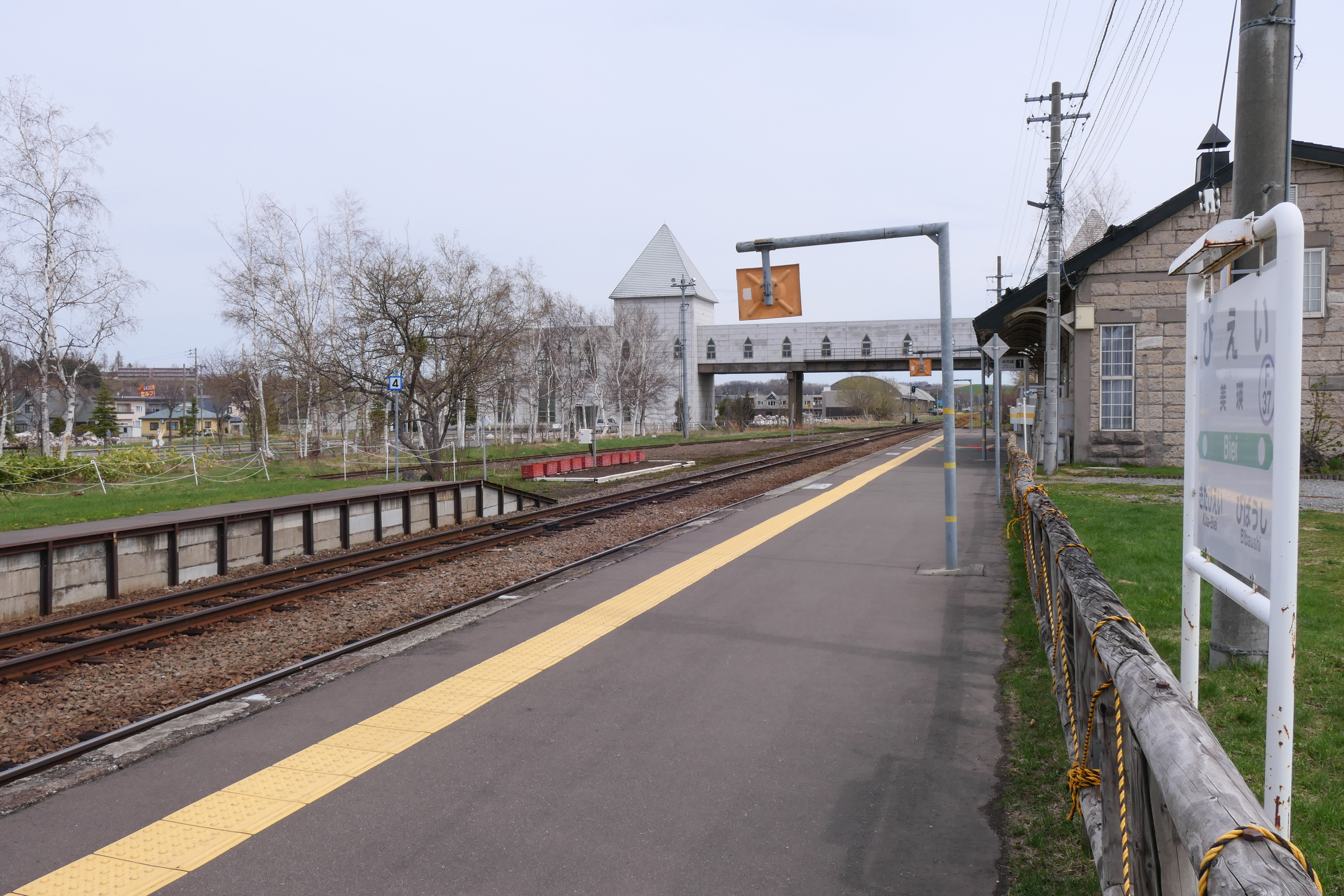
ホーム（2021年5月）
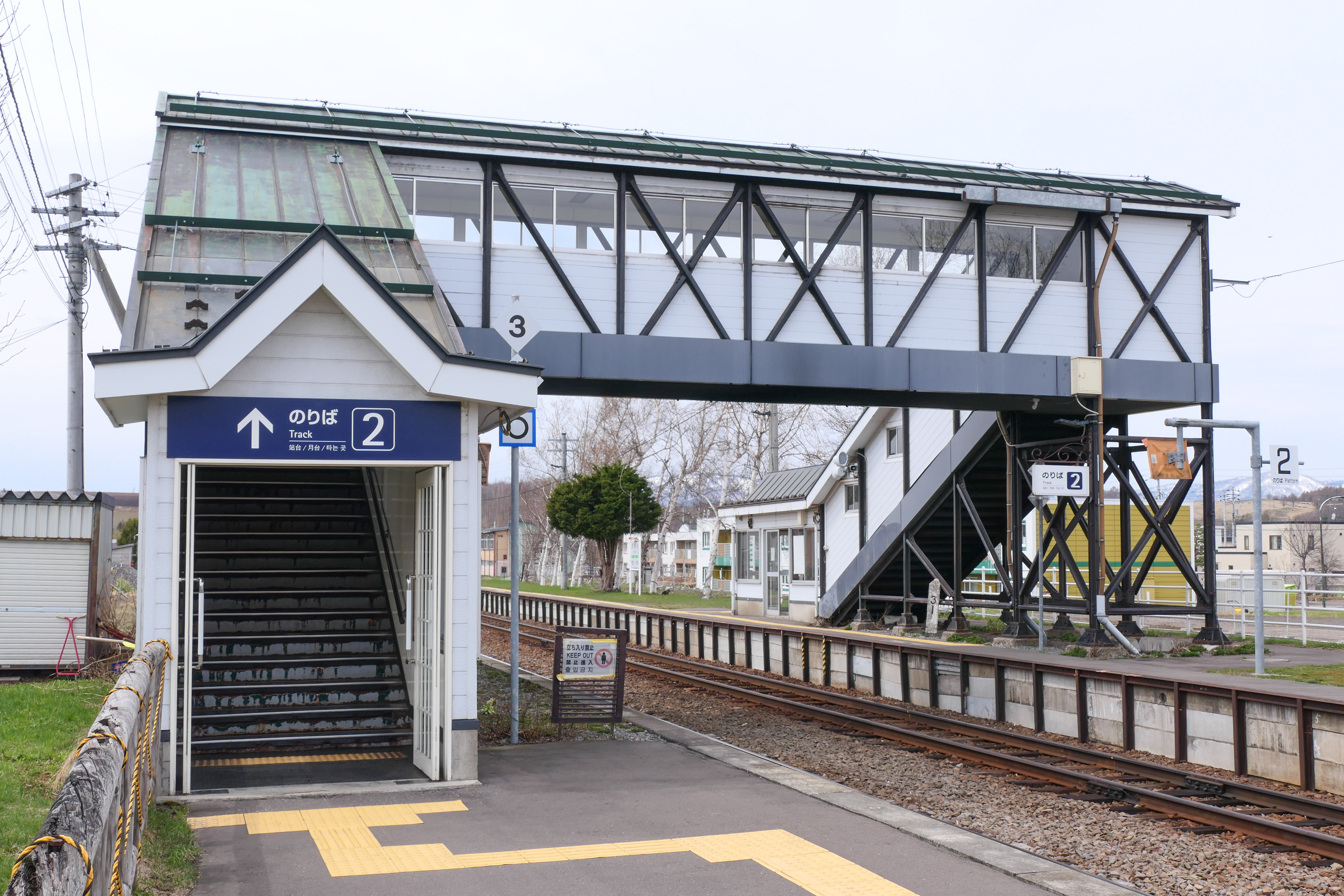
跨線橋（2021年5月）

## 利用状況
乗車人員の推移は以下のとおり。年間の値のみ判明している年については、当該年度の日数で除した値を括弧書きで1日平均欄に示す。乗降人員のみが判明している場合は、1/2した値を括弧書きで記した。
また、「JR調査」については、当該の年度を最終年とする過去5年間の各調査日における平均である。
| 年度               | 乗車人員 | 乗車人員  | 乗車人員 | 出典              | 備考                                 |
| 年度               | 年間     | 1日平均   | JR調査   | 出典              | 備考                                 |
| ------------------ | -------- | --------- | -------- | ----------------- | ------------------------------------ |
| 1911年（明治44年） | 27,890   | （76.2)   |          | [ 10 ]            |                                      |
| 1912年（大正元年） | 33,161   | (90.9)    |          | [ 10 ]            |                                      |
| 1913年（大正02年） | 32,207   | (88.2)    |          | [ 10 ]            |                                      |
| 1914年（大正03年） | 29,927   | (82.0)    |          | [ 10 ]            |                                      |
| 1915年（大正04年） | 30,637   | (83.7)    |          | [ 10 ]            |                                      |
| 1956年（昭和31年） | 347,244  | (951.4)   |          | [ 4 ]             |                                      |
| 1957年（昭和32年） | 361,844  | (991.4)   |          | [ 4 ]             | 同年から順次旅客列車を気動車化し増発 |
| 1958年（昭和33年） | 439,147  | (1,203.1) |          | [ 4 ]             |                                      |
| 1959年（昭和34年） | 463,685  | (1,266.9) |          | [ 5 ]             | 同年に旅客列車の気動車化を完了。     |
| 1960年（昭和35年） | 451,198  | (1,236.2) |          | [ 5 ]             |                                      |
| 1961年（昭和36年） | 429,617  | (1,177.0) |          | [ 5 ]             |                                      |
| 1962年（昭和37年） | 427,129  | (1,170.2) |          | [ 5 ]             |                                      |
| 1963年（昭和38年） | 455,527  | (1,244.6) |          | [ 5 ]             |                                      |
| 1964年（昭和39年） | 474,961  | (1,301.3) |          | [ 5 ]             |                                      |
| 1965年（昭和40年） | 498,376  | (1,365.4) |          | [ 5 ]             |                                      |
| 1966年（昭和41年） | 486,259  | (1,332.2) |          | [ 5 ]             |                                      |
| 1967年（昭和42年） | 466,429  | (1,274.4) |          | [ 5 ]             |                                      |
| 1968年（昭和43年） | 510,804  | (1,399.5) |          | [ 5 ]             |                                      |
| 1981年（昭和56年） |          | (1,064.0) |          | [ 9 ]             | 1日平均乗降客数2,128人               |
| 1992年（平成04年） |          | (841.0)   |          | [ 6 ]             | 1日平均乗降客数1,682人               |
| 2003年（平成15年） | 189,165  | (516.8)   |          | [ 11 ]            |                                      |
| 2004年（平成16年） | 182,135  | (499.0)   |          | [ 11 ]            |                                      |
| 2005年（平成17年） | 175,031  | (479.5)   |          | [ 11 ]            |                                      |
| 2006年（平成18年） | 173,382  | (475.0)   |          | [ 11 ]            |                                      |
| 2007年（平成19年） | 174,701  | (477.3)   |          | [ 11 ]            |                                      |
| 2008年（平成20年） | 179,945  | (493.0)   |          | [ 11 ]            |                                      |
| 2009年（平成21年） | 186,150  | (510.0)   |          | [ 11 ]            |                                      |
| 2010年（平成22年） | 187,245  | (513.0)   |          | [ 11 ]            |                                      |
| 2011年（平成23年） | 182,268  | (498.0)   |          | [ 11 ]            |                                      |
| 2012年（平成24年） | 186,398  | (510.7)   |          | [ 12 ]            |                                      |
| 2013年（平成25年） | 180,742  | (495.2)   |          | [ 12 ]            |                                      |
| 2014年（平成26年） | 189,070  | (518.0)   |          | [ 12 ]            |                                      |
| 2015年（平成27年） | 187,610  | (512.6)   |          | [ 12 ]            |                                      |
| 2016年（平成28年） | 189,070  | (518.0)   | 473.6    | [ 13 ] [ JR北 1 ] |                                      |
| 2017年（平成29年） | 186,880  | (512.0)   | 453.8    | [ 13 ] [ JR北 2 ] |                                      |
| 2018年（平成30年） | 179,215  | (491.0)   | 424.0    | [ 13 ] [ JR北 3 ] |                                      |
| 2019年（令和元年） | 173,118  | (473.0)   | 412.2    | [ 14 ] [ JR北 4 ] |                                      |
| 2020年（令和02年） |          |           | 372.4    | [ JR北 5 ]        |                                      |
| 2021年（令和03年） |          |           | 343.6    | [ JR北 6 ]        |                                      |
| 2022年（令和04年） |          |           | 314.4    | [ JR北 7 ]        |                                      |
| 2023年（令和05年） |          |           | 298.8    | [ JR北 8 ]        |                                      |

## 駅周辺

### 駅正面側（美瑛市街）
市街地は1989年（平成元年）から2001年（平成13年）にかけ駅を中心に商店を集約し、付帯施設を整備する区画整理を実施した。併せて屋根勾配を揃える、高さの制限、ファサードに美瑛軟石を用いるなどの建築協定を定め、統一感ある街並みとしている。
- 北海道道213号天人峡美瑛線・北海道道543号上宇莫別美瑛停車場線
- 道の駅びえい「丘のくら」（石造倉庫・物産施設・ふれあい舘ラヴニール）
- 美瑛町役場（四季の塔）
- 美瑛郵便局
- 旭川信用金庫美瑛支店
- 北海道銀行美瑛支店
- 美瑛町農業協同組合（JAびえい）
- 四季の情報館（観光案内所）
- 美瑛町立美瑛小学校
- 北海道美瑛高等学校
- 美瑛町図書館
- 道北バス・美瑛町営バス・ノースライナー「美瑛駅前」停留所
- 旭川東警察署美瑛交番

### 駅裏
- ふらのバス「美瑛駅」停留所
- セブンスターの木（タバコのパッケージに使われた木）
- アラポテトの丘（ポテトチップスのCMで撮影されたジャガイモ畑）

## 隣の駅
北海道旅客鉄道（JR北海道）
■富良野線
千代ヶ岡駅 (F35) - *北美瑛駅 (F36) - 美瑛駅 (F37) - 美馬牛駅 (F38)
*:一部の上り列車は北美瑛駅を通過する。

### JR北海道
1. ↑  「富良野線（富良野・旭川間）」（PDF）『線区データ（当社単独では維持することが困難な線区）』、北海道旅客鉄道、2017年12月8日。オリジナルの2017年12月9日時点におけるアーカイブ。2017年12月10日閲覧。
2. ↑  「富良野線（富良野・旭川間）」（PDF）『線区データ（当社単独では維持することが困難な線区）(地域交通を持続的に維持するために)』、北海道旅客鉄道株式会社、3頁、2018年7月2日。オリジナルの2018年8月18日時点におけるアーカイブ。2018年8月18日閲覧。
3. ↑  “富良野線（富良野・旭川間）” (PDF). 線区データ（当社単独では維持することが困難な線区）(地域交通を持続的に維持するために).   北海道旅客鉄道. p. 3 (2019年10月18日). 2019年10月18日時点のオリジナルよりアーカイブ。2019年10月18日閲覧。
4. ↑  “富良野線（富良野・旭川間）” (PDF). 地域交通を持続的に維持するために > 輸送密度200人以上2,000人未満の線区（「黄色」8線区）.   北海道旅客鉄道. p. 3 (2020年10月30日). 2020年11月2日時点のオリジナルよりアーカイブ。2020年11月4日閲覧。
5. ↑  “駅別乗車人員  特定日調査（平日）に基づく”.   北海道旅客鉄道. 2022年8月3日時点のオリジナルよりアーカイブ。2022年8月14日閲覧。
6. ↑  “駅別乗車人員  特定日調査（平日）に基づく”.   北海道旅客鉄道. 2022年9月3日時点のオリジナルよりアーカイブ。2022年9月3日閲覧。
7. ↑  “駅別乗車人員  特定日調査（平日）に基づく”.   北海道旅客鉄道. 2023年11月10日時点のオリジナルよりアーカイブ。2023年11月10日閲覧。
8. ↑  “駅別乗車人員  特定日調査（平日）に基づく”.   北海道旅客鉄道 (2024年). 2024年9月9日時点のオリジナルよりアーカイブ。2024年9月9日閲覧。